# Alloa Tower
Alloa Tower er et beboelsestårn fra 1300-tallet, der står i Alloa, Clackmannanshire i det centrale Skotland, hvor det var Erskine-klanen og senere jarlerne Mars hjem i middelalderen. Det har fortsat sit originale trætag og kreneliring, og tårnet er et af det ældste og største beboelsestårne i Skotland.
Det blev gjort til scheduled monument i 1960 og det ejes i dag af National Trust for Scotland.